# Gdynia Stocznia – Uniwersytet Morski
Gdynia Stocznia – Uniwersytet Morski – przystanek Szybkiej Kolei Miejskiej na granicy dzielnic: Grabówek (południowy zachód) i Śródmieście (północny zachód, w części, która niegdyś była dzielnicą Port).

## Infrastruktura
Przystanek posiada jedno wejście – poprzez kładkę dla pieszych łączącą ponad torami ulicę: Morską oraz ulicę imienia Janka Wiśniewskiego. Na ścianach kładki prezentowana jest stała wystawa fotografii dotyczących Grudnia 1970 i Solidarności. Na peronie znajdują się kasowniki i tablice informacyjne z rozkładem jazdy SKM. Z kładki widoczne są perony nieodległej stacji Gdynia Główna.

## Ruch pasażerski
| Rok  | Wymiana pasażerska na dobę |
| ---- | -------------------------- |
| 2017 | 2 000-3 000                |
| 2022 | 6 000-8 000                |

## Historia
- W bliskim sąsiedztwie znajduje się plac z pomnikiem upamiętniającym wydarzenia z 17 grudnia 1970, w wyniku których zastrzelony został Janek Wiśniewski (wł. Zbyszek Godlewski).
- Początkowo przystanek nazywał się Gdynia Stocznia, ponieważ w założeniu miał służyć pracownikom Stoczni Gdynia. 17 czerwca 2020, w setną rocznicę istnienia pierwszej uczelni morskiej w Polsce i z jej inicjatywy zmieniono nazwę na Gdynia Stocznia – Uniwersytet Morski[4][5].

## Sąsiedztwo
Wybrane obiekty nie dalej niż w promieniu 1 kilometra:
- Uniwersytet Morski
- Pomnik Ofiar Grudnia 1970
- dawna Stocznia Gdynia
- obiekty Portu Gdynia